# 1844 في المملكة المتحدة
فيما يلي قوائم الأحداث التي وقعت خلال عام 1844 في المملكة المتحدة.

## سياسة

### انتهاء فترة المنصب
- 1 يناير – هنري بوتينغر محافظ هونغ كونغ،محافظ هونغ كونغ.

## كتب
من الكتب التي صدرت هذه السنة في المملكة المتحدة:
- 1 يناير – دقات الأجراس من تأليف تشارلز ديكنز.
- 1 يناير – مارتن تشيزلويت من تأليف تشارلز ديكنز.

## مواليد

### يناير
- 4 يناير – إدوارد لينلي سامبور رسام كارتون من المملكة المتحدة.[1]

### مارس
- 31 مارس – أندرو لانغ[2]

### أبريل
- 19 أبريل – ألكسندر أوغستون[3]

### يونيو
- 27 يونيو – آرثر باتلر

### يوليو
- 1 يوليو – فرني لوفت كاميرون مستكشف من المملكة المتحدة.[4]
- 28 يوليو – جيرارد مانلي هوبكنز شاعر إنجليزي.[5]

### أغسطس
- 8 أغسطس – ألفريد دوق ساكس كوبورغ وغوتا طوابعي من المملكة المتحدة.

### أكتوبر
- 3 أكتوبر – باتريك مانسون[6]

### نوفمبر
- 13 نوفمبر – ويليام ويلسون

### ديسمبر
- 8 ديسمبر – بيلهام الدريتش مستكشف من المملكة المتحدة.[7]

## وفيات

### يناير
- 6 يناير – جون إدوارد تايلر (مواليد 1791) محرر وناشر بريطاني، مؤسس جريدة الغارديان.[8]

### فبراير
- 15 فبراير – هنري أدينغتون (مواليد 1757)[9]

### يوليو
- 27 يوليو – جون دالتون (مواليد 1766)[10]

### أغسطس
- 30 أغسطس – فرانسيس بيلي (مواليد 1774) عالم فلك بريطاني.[11]

### سبتمبر
- 11 سبتمبر – باسيل هول (مواليد 1788)[12]

### نوفمبر
- 23 نوفمبر – توماس جيمس هندرسون (مواليد 1798)[13]
- 29 نوفمبر – صوفيا أميرة غلوستر (مواليد 1773)[14]